# 小西寅松
小西 寅松（こにし とらまつ、1902年9月10日 - 1960年4月14日）は、日本の政治家。衆議院議員（7期）。第3次吉田内閣で賠償政務次官を務めた。

## 経歴
大阪府泉大津市出身。貧家の生まれであり、小学校を中途退学せざるを得なくなり、自由労働者の中に身を投じたという。
1945年、土建業の寅林組を設立。1946年、第22回衆議院議員総選挙で当選（以後第28回まで当選7回）。自由民主党大阪府連合会会長、大阪府漁港協会会長、大阪府土木建築協同組合理事長、大阪府消防協会長など要職を歴任する。
1954年11月、日興連汚職事件により福田繁芳と共に収賄罪の容疑で逮捕され、後に懲役6か月・執行猶予1年の判決を受けた。
議員在職中の1960年4月14日、東京都内の自宅で死去した。57歳没。死没日付をもって従五位勲四等に叙され、瑞宝章を追贈された。
追悼演説は同年5月6日、衆議院本会議で西村栄一により行われた。

## 人柄
日興連汚職事件の際に小西を担当した検事・伊藤栄樹（後の検事総長）によれば、小西は前科十数犯を持つ博徒で、読み書きが不自由であったものの、「稚気愛すべき人物」であったという。伊藤によれば、小西は同事件で収賄した金の一部で同僚議員たちと浅草に「ショー」を見に行ったものの、自身の公判の際、同僚議員が証人として出廷させられることを防ぐために、収賄の事実を認めてしまったという。